# Platygyra lamellina
Platygyra lamellina är en korallart som först beskrevs av Ehrenberg 1834.  Platygyra lamellina ingår i släktet Platygyra och familjen Faviidae. IUCN kategoriserar arten globalt som nära hotad. Inga underarter finns listade i Catalogue of Life.